# دهستان آسری
دهستان آسری (به لاتین: Aseri Parish) یک دهستان در استونی است که در شهرستان ایدا-ویرو واقع شده‌است.

## خصوصیات
دهستان آسری ۶۷٫۱۴ کیلومترمربع مساحت و ۲٬۲۱۰ نفر جمعیت دارد.